# Cyrto-hypnum scabrosulum
Cyrto-hypnum scabrosulum là một loài Rêu trong họ Thuidiaceae. Loài này được (Mitt.) W.R. Buck & H.A. Crum mô tả khoa học đầu tiên năm 1990.